# Porfírio Silva
Porfírio Simoes de Carvalho e Silva (29 de outubro de 1961) é um investigador, deputado e político português. Ele é deputado à Assembleia da República na XIV legislatura pelo Partido Socialista. Tem um doutoramento em Epistemologia e Filosofia das Ciências.